# Jógvan Waagstein
Jógvan Waagstein (* 4. september 1879 i Klaksvík, Færøerne; † 15. december 1949 i Tórshavn; også Joen Waagstein) var en færøsk musikpædagog, komponist og kunstmaler.
Jógvan Waagstein var en af færøsk billedekunsts pionerer. Han uddannede sig som skolelærer og var i hele liv ansat ved ved skolevæsenet, hovedsagelig ved folkeskolen i Tórshavn.

## Musikeren
Waagstein var musikalsk begavet. Han var sang og musiklærer og korleder, udgav bøger og andet materiale til brug for sangundervisningen og virkede som organist ved Tórshavn Domkirke. Waagstein komponerede mange færøske fædrelandssange og andet nyere lyrik, f.eks. fra digterne Janus Djurhuus, Hans A. Djurhuus og Christian Matras. Disse melodier, hvoraf 32 af dem findes i det færøske folks sangbog , Songbók Føroya Fólks. Af stor betydning var hans arbejde med at indsamle gamle færøske kirkemelodier og bearbejde dem til brug i kirkerne.

## Maleren
Jógvan Waagstein var også en aktiv kunstmaler. – „Den lille viden, jeg har om at male, har jeg lært af Flora Heilmann (1872–1944) og Elizabeth Taylor (1856–1932)“, sagde han han engang ved en lejlighed. Senere tog han også undervisning på et statslig tegnelærerkursus i København, og i 1919 foretog han en uddannelsesrejse til København og Tyskland.
I waagsteins ungdomsår vågner den nationale bevægelse på Færøerne, og med den åbnede muligheden sig for en genopvækkelse og skabning af en ny lyrik, men også en trang til at udvikle en nyskabende kunst, og ikke kun udtrykke sig i ord, som var traditionen, men også i klang og billede. Interessen for folkekulturen vækkede også interessen for landskabet og omverdenen, som den færøske kultur er omgivet af. Det nordiske romantiske landskabsmaleri, som f.eks. det danske guldalder-maleri inspirerede ham, og af og til glimtede en antydning fransk impressionisme frem. I en lang række malerier beskriver Jógvan Waagstein det færøske landskab, som ingen havde gjort før, han udstillede overvejende sine billeder i Tórshavn, men også i København, Oslo og Glasgow.